# Andrijiwka (rejon bachmucki)
Andrijiwka (ukr. Андріївка) – wieś na Ukrainie, w obwodzie donieckim, w rejonie bachmuckim, w hromadzie Bachmut. W 2001 liczyła 74 mieszkańców, spośród których 60 wskazało jako ojczysty język ukraiński, a 14 rosyjski.